# Lilovyj šar
Lilovyj šar (Лиловый шар) è un film del 1987 diretto da Pavel Oganezovič Arsenov.

## Trama
Il film racconta la storia di una ragazza coraggiosa che viaggia nell'era delle leggende in una macchina del tempo per neutralizzare una palla viola, che contiene un virus dell'ostilità.